# 94 Аврора
94 Авро́ра — астероїд головного поясу, відкритий 6 вересня 1867 року американо-канадським астрономом Джеймсом Вотсоном в Енн-Арбор, США. Астероїд названий на честь давньогрецької богині ранкової зорі.
Аврора — досить великий астероїд, діаметром понад 200 км, із темною вуглецевою поверхнею. Астероїд не перетинає орбіту Землі й обертається навколо Сонця за 5,62 юліанського року.
Тіссеранів параметр щодо Юпітера — 3,184.
Покриття астероїдом зірки дало змогу встановити, що він має форму овала з піввісями 225×173 км. Астероїд належить до спектрального класу C.